# Historický archiv Pančevo

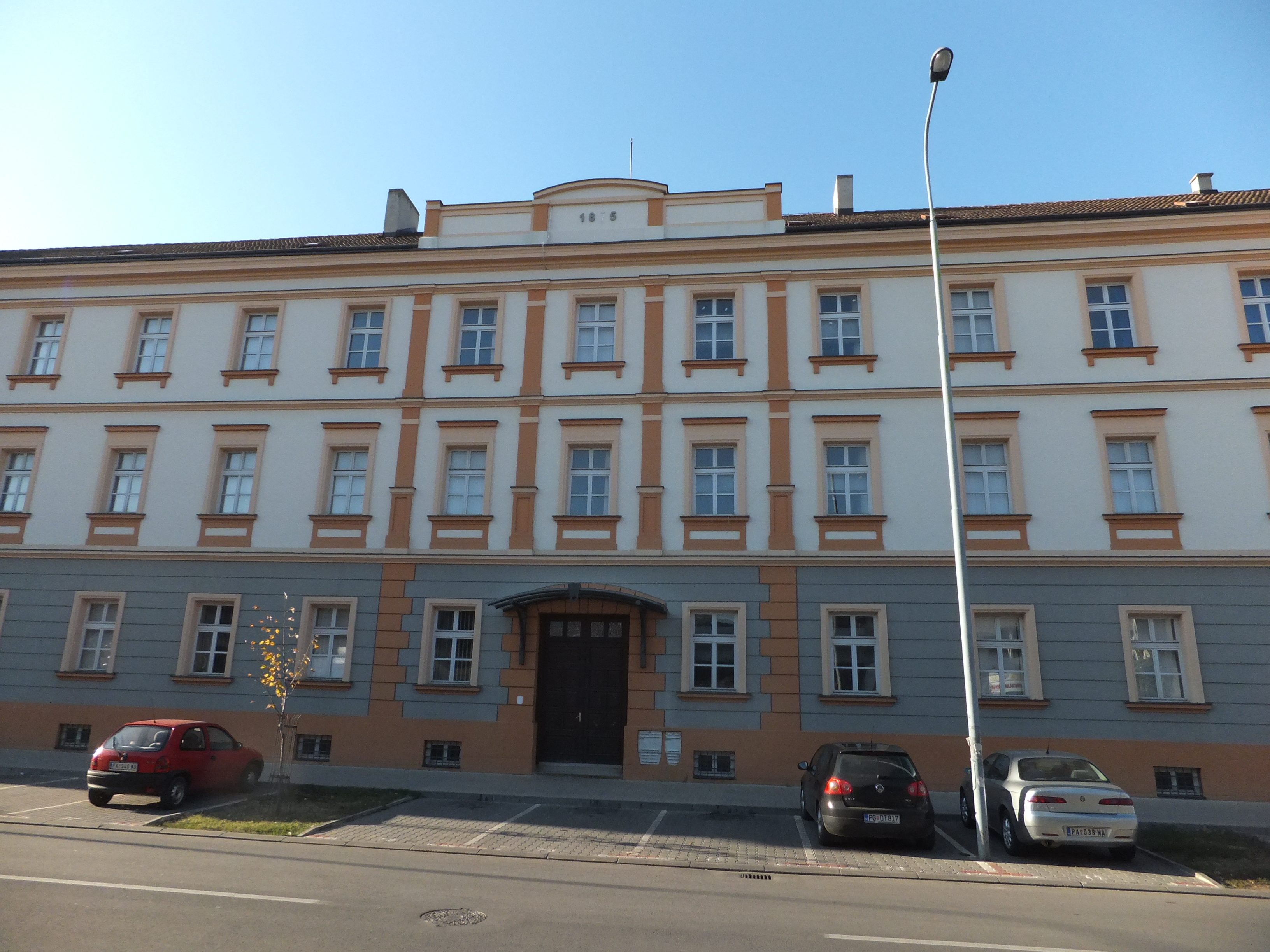
Budova archivu.

Historický archiv Pančevo (srbsky Историјски архив Панчево) je kulturní instituce všeobecného významu, která se věnuje archivní činnosti na území sídla Jihobanátského okruhu v Srbsku. Sídlí v budově bývalé rakousko-uherské kasárny.

## Historie
Po skončení druhé světové války vyvstala potřeba systematického uchování a správy písemností z Pančeva a jeho okolí. Velitel tehdejší vojenské správy města pověřil kulturní pracovníky (Mihovil Tomandl a Đorđe Živanović), aby shromáždili materiály, které by bylo nezbytné archivovat, což bylo i učiněno. Zdokumentovány byly spisy místního magistrátu, Okružního soudu, gymnázia a dalších institucí.
V roce 1946 byla vymezena oblast, která se stala příslušná pro pančevský archiv (kromě samotného města ještě srezy Alibunar a Kovačica. Archiv jako instituce byl založen v roce 1947 a v jeho čele stál profesor Živanović. V roce 1952 nesla instituce název Městský státní archiv (srbsky Gradska državna arhiva) a později získal současný název. Od roku 1967 je archiv příslušný pro několik dalších obcí, které se rovněž podílejí na jeho financování. Jedná se o: opštinu Pančevo, Kovin, Kovačica, Alibunar a Opovo. Veřejnou kulturní institucí je archiv od roku 1991.
Archiv nejprve sídlil v budově radnice a do roku 1951 byl přemístěn do budovy, která patřila srbské pravoslavné církvi (crkvena opština). Roku 1965 byl přemístěn do budovy Magistrátu, a to ještě společně s muzeem a městskou knihovnou. Některé prostory v budově po pravoslavné církvi mu nicméně zůstaly. Od roku 1979 sídlí v bývalých kasárnách, které byly později renovovány.

## Archivované materiály
Archiv disponuje celkem 828 fondy, jejichž dokumenty mají délku okolo devíti kilometrů. Je zde také 6 fondů, které pocházejí od místních rodin. Archiválie zahrnují období od druhé poloviny 18. století až do současnosti.